# پل برت ایلوستروم
پول برت ایلوستروم (به دانمارکی: Paul Bert Elvstrøm) ورزشکار مرد رشتهٔ قایقرانی بادبانی اهل کشور دانمارک بود. وی در بین سال‌های ‎۱۹۴۸ تا ۱۹۶۰ میلادی در مسابقات بازی‌های المپیک تابستانی در مجموع ۴ مدال طلا را کسب کرد. ایلوستروم در ۷ دسامبر ۲۰۱۶ در سن ۸۸ سالگی درگذشت.